# اللغة اللوكسمبورغية
اللغة اللوكسمبورغية (Lëtzebuergesch) هي لغة جرمانية غربية تستخدم في لوكسمبورغ، أوروبا. أصبحت لغة رسمية للبلاد في عام 1984. تستخدم أيضاً في بعض الأجزاء من بلجيكا، وفرنسا، وألمانيا، وبواسطة المهاجرين في الولايات المتحدة الأمريكية ورومانيا. العدد الكلي للمتحدثين باللغة هو 300000 حول العالم.
تنتمي اللغة إلى مجموعة اللغات الجرمانية الوسطى المتفرعة من اللغات الجرمانية العليا، وهي لغة هندوأوروبية. تستعير اللغة العديد من الكلمات من اللغة الفرنسية (مثال: merci «ميرسي» بمعنى «شكراً»). من السهل على مجيدي اللغة الألمانية واللغة الهولندية فهم اللغة، ولكنه من الصعب عليهم التحدث بها بسبب تأثرها باللغة الفرنسية.
بدأت كتابة اللغة في عام 1976، ولكنها تستخدم في الحديث منذ زمن بعيد (عام 1000 تقريباً) على ضفاف نهر موزيل. تدرس اللغة في المرحلة السابقة للتعليم في المدارس في لوكسمبورغ. أما التعليم الابتدائي فيها فهو باللغة الألمانية، والتعليم الثانوي باللغة الفرنسية.
تستخدم اللغة الحروف الستة والعشرين اللاتينية بالإضافة إلى ثلاثة حروف علة إضافية: é وÄ وë. يلفظ الحرف C «س» عندما يسبق E أو I، ويلفظ «ك» عندما لا يكون كذلك. تلفظ "ch" مثل حرف الشين في «شمس» عندما تسبق e، وتلفظ «خ» في غير ذلك. يلفظ الحرف e مثل اللفظ /œ/ («أووي») حينما يسبق "ch" أو G في نهاية الكلمة. ويلفظ الحرف g مثل اللغة الإنجليزية ("گ") إلا إذا كان في نهاية الكلمة قبل حرف e، فيلفظ «ش».

## عبارات أساسية
- Jo = نعم
- Neen = لا
- Villäicht = ربما
- Moien = مرحباً
- Äddi = وداعاً
- Merci = شكراً
- Firwat? = لماذا؟
- Ech weess net = لا أعرف
- Watgelift أو Entschëllegt = اسمح لي
- Ech = أنا
- A = و
- Mat = مع
- Kand = طفل

## وصلات خارجية
- قاموس لوكسمبورغي - فرنسي